# Kolonia (Nałęczów)
Kolonia (Nałęczów-Kolonia) – część miasta Nałęczowa w Polsce położona w województwie lubelskim, w powiecie puławskim. Leży w północnej części miasta, w rejonie ulic Kombatantów i Batalionów Chłopskich.

## Historia
Nałęczów-Kolonia to dawniej odrębna miejscowość. W latach 1867–1928 należała do gminy Drzewce, a 1929–1954 do gminy Nałęczów w powiecie nowoaleksandryjskim / puławskim; początkowo w guberni lubelskiej, a od 1919 w woj. lubelskim. Tam 14 października 1933 weszła w skład gromady o nazwie Nałęczów w gminie Nałęczów, składającej się z miejscowości Nałęczów zdrój i Nałęczów kolonia.
Podczas II wojny światowej gromadę Nałęczów włączono do Generalnego Gubernatorstwa (dystrykt lubelski, Kreis Pulawy). W 1943 roku liczba mieszkańców wynosiła 349. Po wojnie ponownie w województwie lubelskim, jako jedna z 11 gromad gminy Nałęczów w powiecie puławskm.
W związku z reformą znoszącą gminy jesienią 1954 roku, Nałęczów (zdrój i kolonię) włączono do nowo utworzonej gromady Nałęczów.
1 stycznia 1957 kolonię Nałęczów wyłączono ze znoszonej gromady Nałęczów i włączono go do utworzonego rok wcześniej osiedla Nałęczów, w związku z czym kolonia Nałęczów stała się integralną częścią Nałęczowa. Sześć i pół roku później, 30 czerwca 1963 Nałęczów otrzymał status miasta, przez co kolonia Nałęczów stała się obszarem miejskim.
W 1973 roku Nałęczów-Kolonia stanowiła sołectwo miejskie w gminie Nałęczów.